# 奧拉德安塔爾區

35°56′50″N 2°36′08″E / 35.94725°N 2.60231°E
奧拉德安塔爾區（阿拉伯语：‎），是阿爾及利亞的行政區，位於該國北部，由麥迪亞省負責管轄，首府設於奧拉德安塔爾，面積556平方公里，2008年人口11,555，人口密度每平方公里21人。